# NRXN1
NRXN1‏ (Neurexin 1) هوَ بروتين يُشَفر بواسطة جين NRXN1 في الإنسان.